# Marché de Vaison-la-Romaine
Le marché de Vaison-la-Romaine existe depuis plus d'un demi-millénaire. C'est l'un des plus anciens et des plus animés marchés de Provence dans le nord du département français de Vaucluse, en région Provence-Alpes-Côte d'Azur.

## Origine
Ce fut une bulle pontificale de Sixte IV qui, en 1483, autorisa Vaison-la-Romaine à tenir un marché hebdomadaire dans la cité médiévale. Puis en 1532, Clément VII, à la demande du cardinal François Guillaume de Castelnau de Clermont-Lodève, légat pontifical, à Avignon, confirma ce privilège et le fixa au mardi.

## Déroulement
Le marché hebdomadaire accueille entre 400 et 450 forains et s’étale dans tout le centre-ville,.

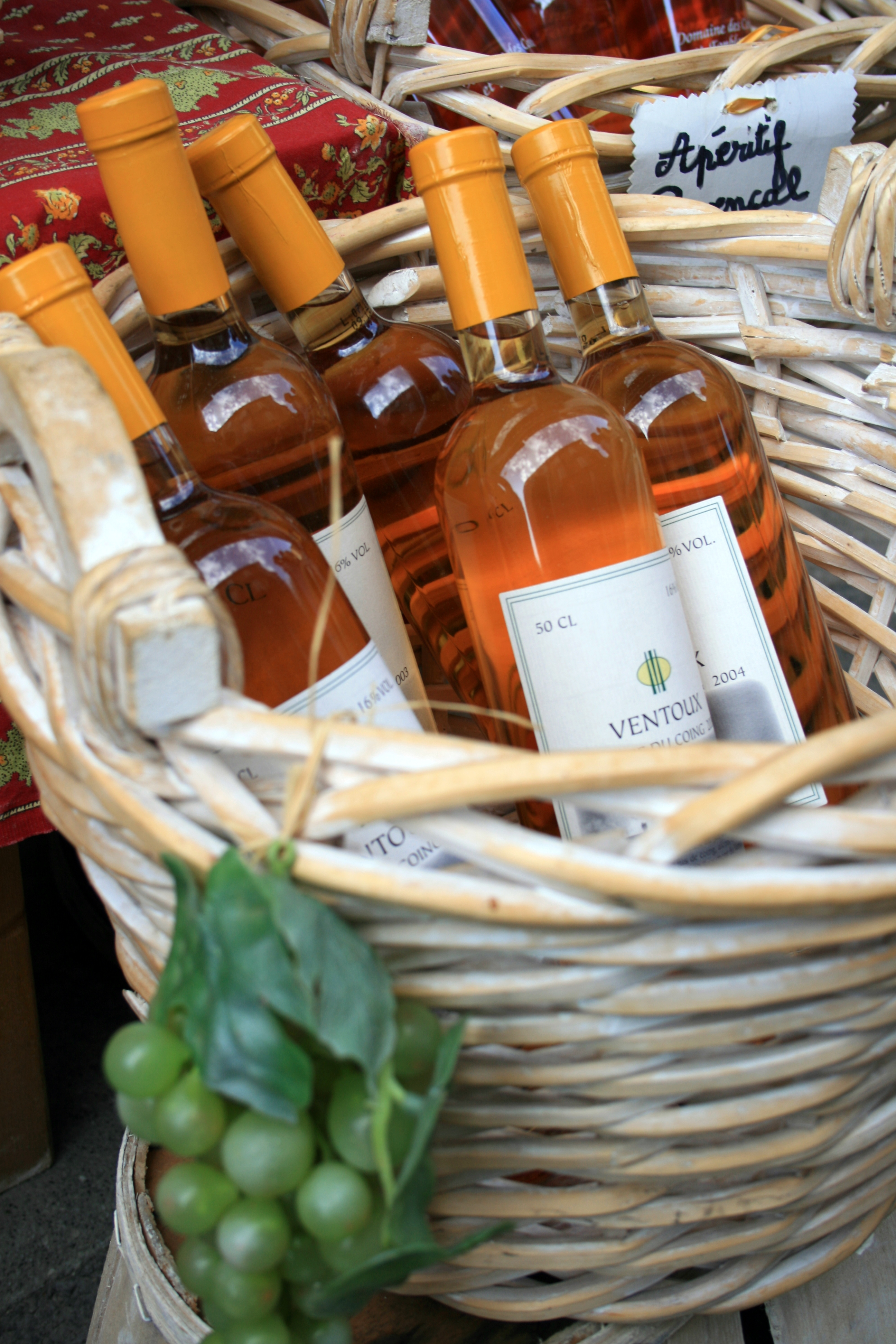
Apéritif au coing du Ventoux
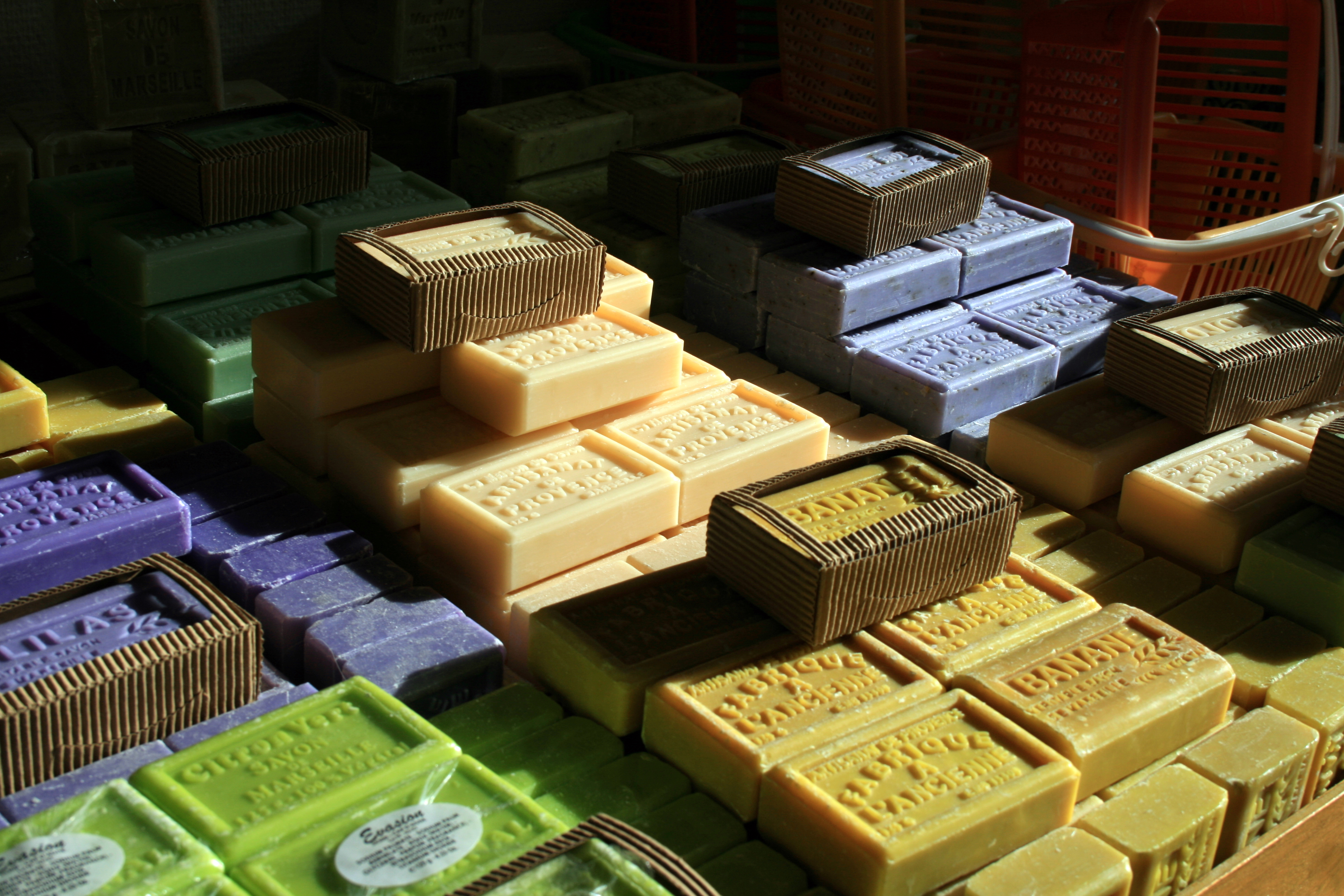
Savonnettes à l'ancienne
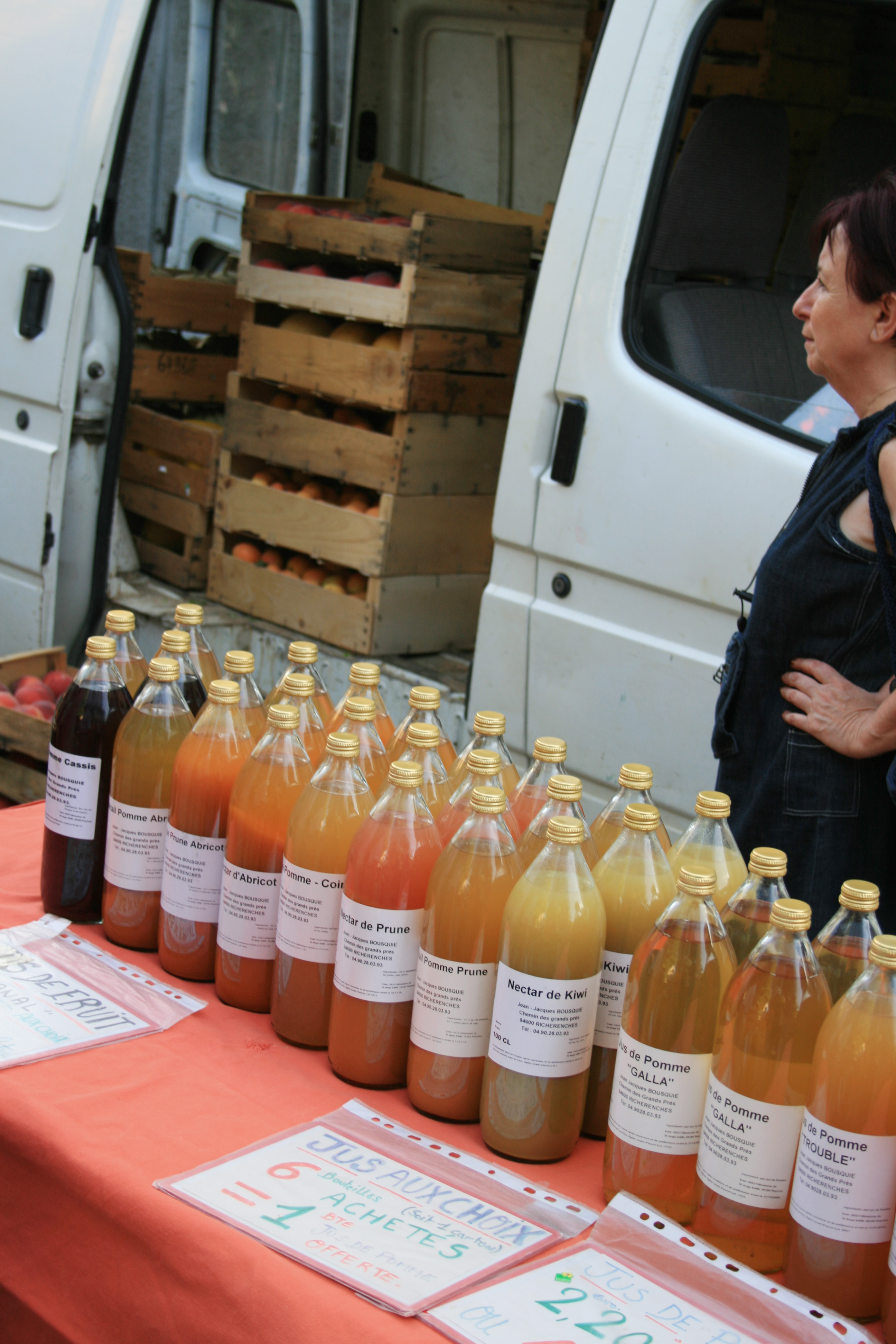
Jus de fruits fermiers

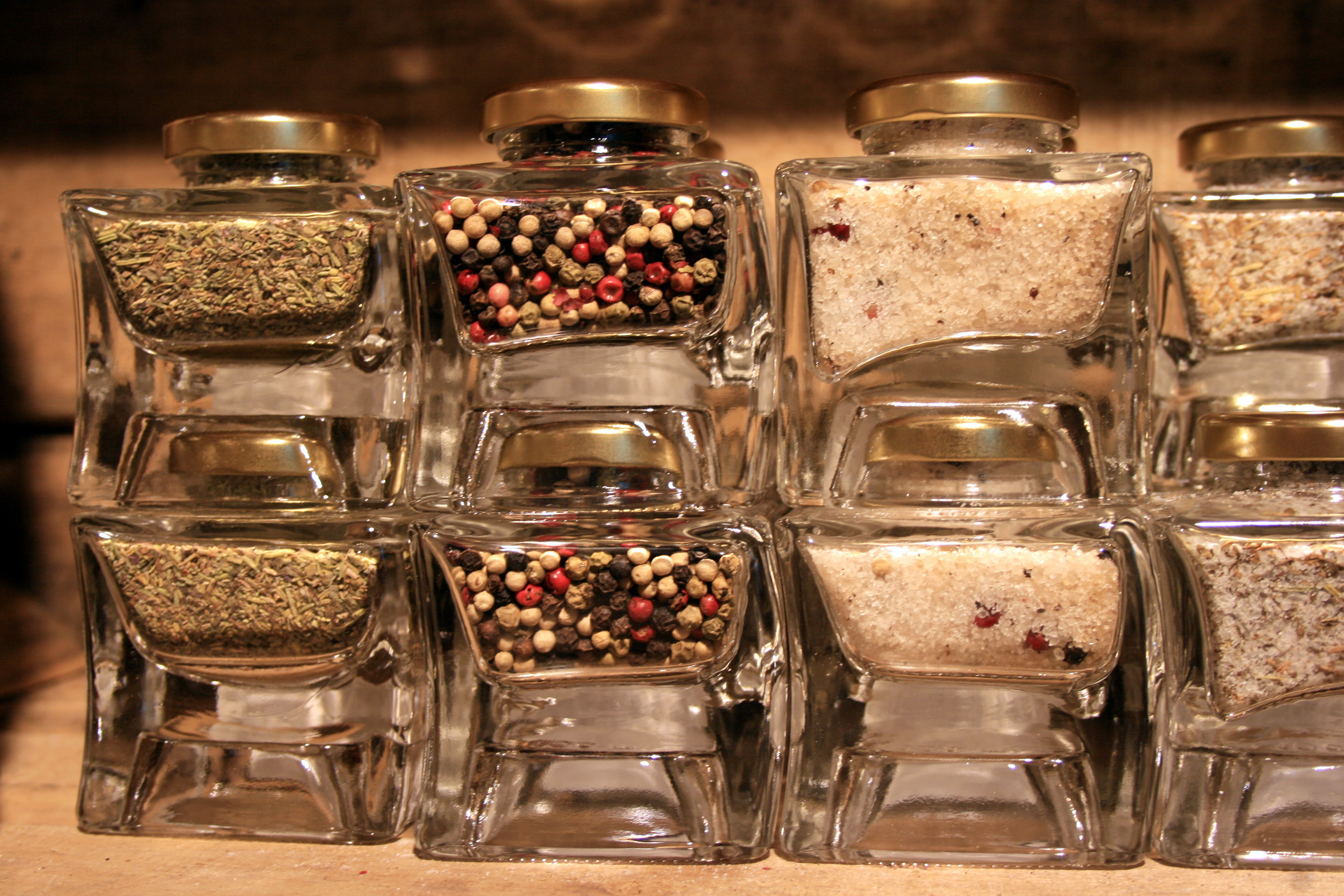
Bocaux d'épices
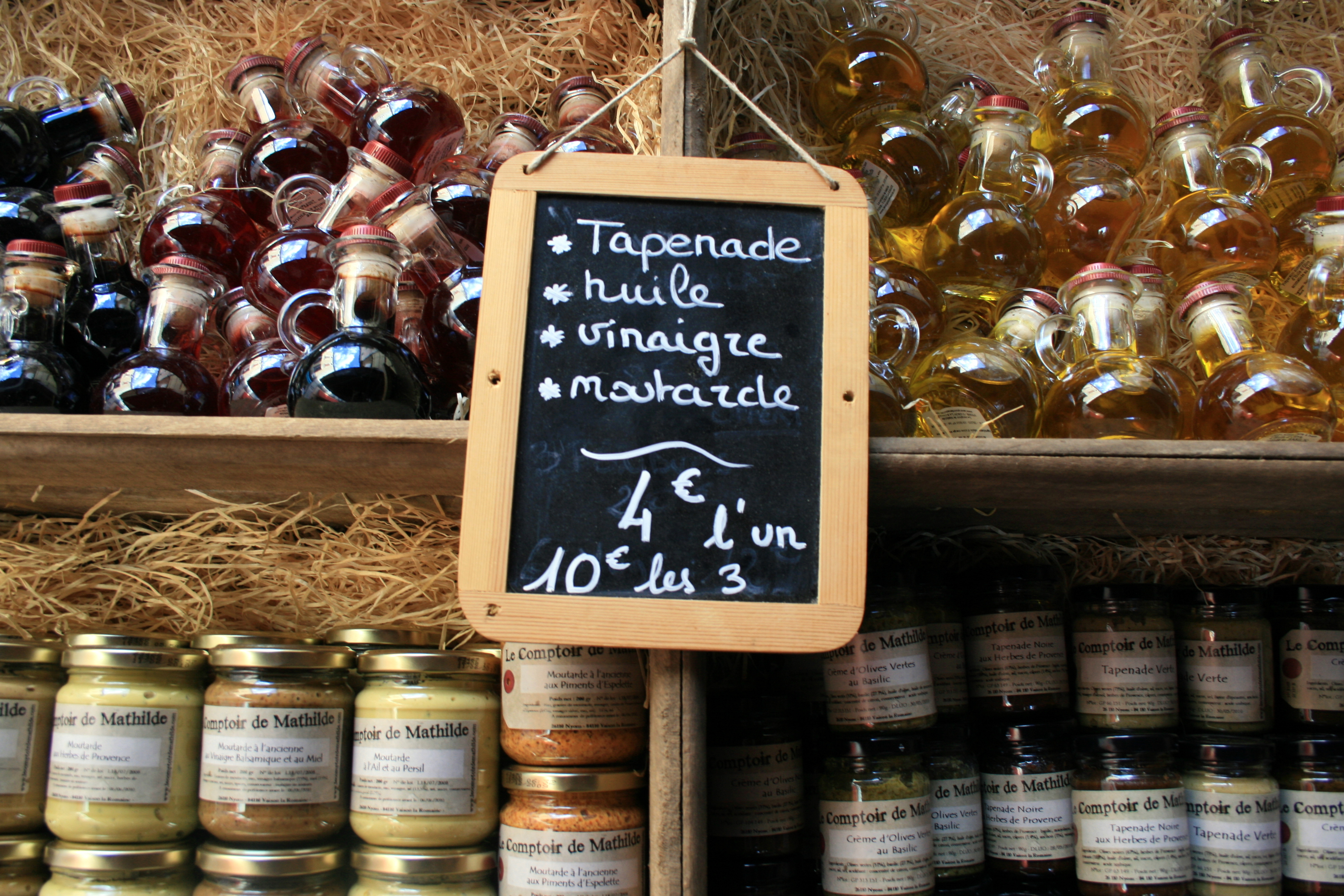
Produits du terroir

S'y donnent rendez-vous chaque semaine des artisans d’art, les producteurs régionaux, des traiteurs, les maraîchers, etc. Ils occupent la place Montfort, le cours Taulignan, le cours Henri Fabre, l'avenue du Général De Gaulle, la rue du Maquis, l'avenue Jules Ferry, la rue Buffaven, la Grande Rue, la place du 11 novembre, la rue de la République, l'avenue Victor Hugo et la rue Raspail. 
Certains lieux sont spécialisés comme la place du 11 novembre avec les pépiniéristes et les jardineries, le cours Henri Fabre avec les brocanteurs, la place François Cévert fait la part belle aux produits du terroir avec quarante producteurs locaux qui proposent des fruits et légumes de saison. Sur le cours Taulignan s'est donné rendez-vous tout ce qui a trait à  
l’alimentaire. Les spécialités locales, dont le tilleul des Baronnies, les olives et l'huile de Nyons, jouxtent les produits venus du Sud-Ouest, d’Alsace ou de Corse.

## Animation

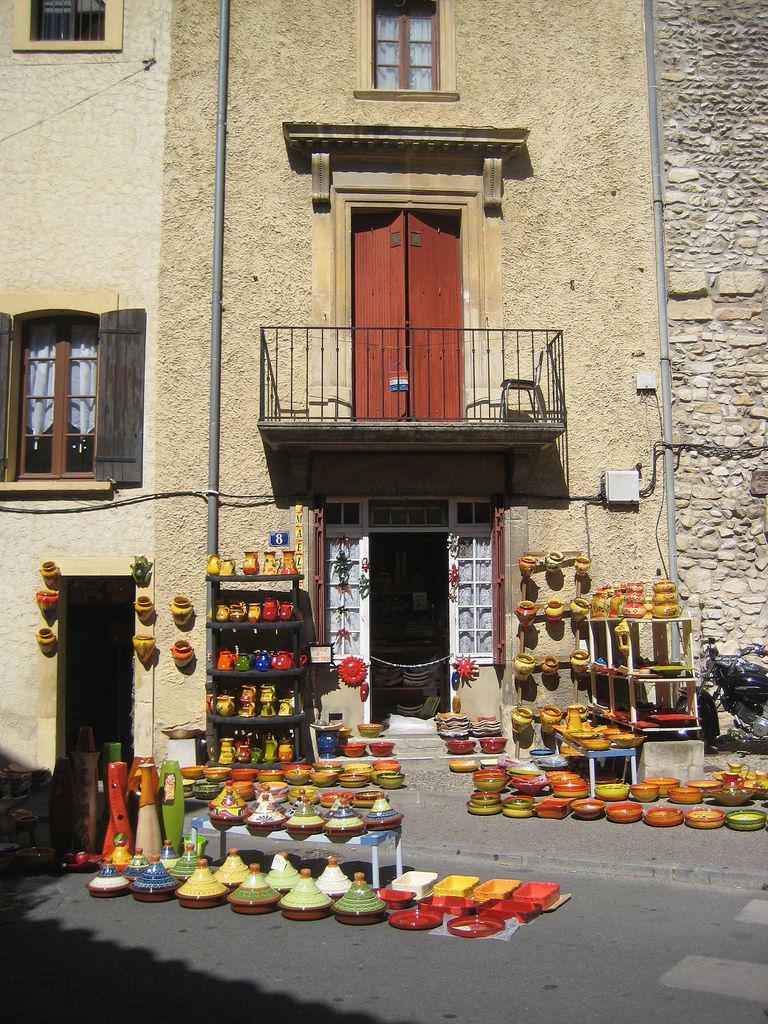
Poteries provençales
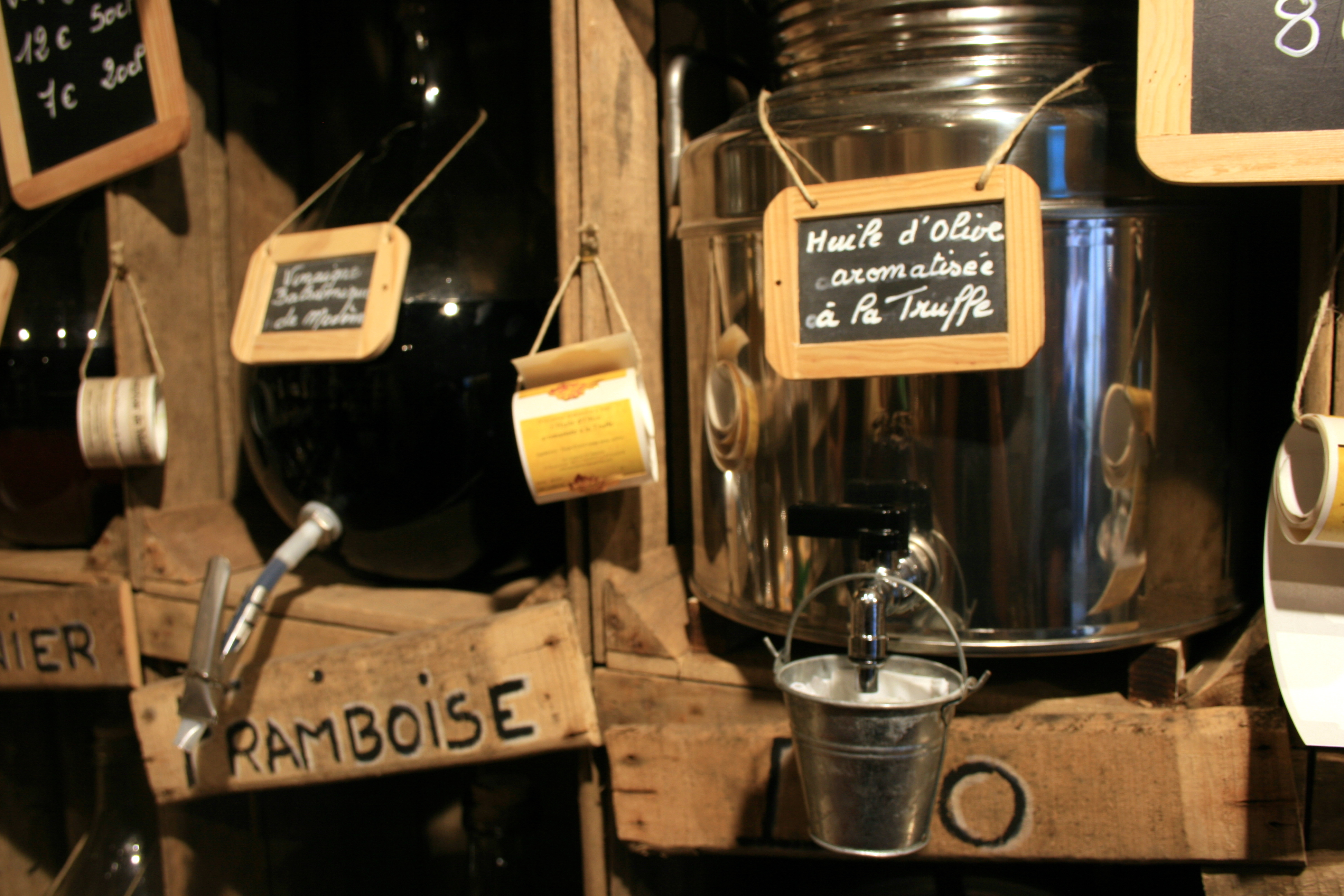
Huile d'olive à la truffe
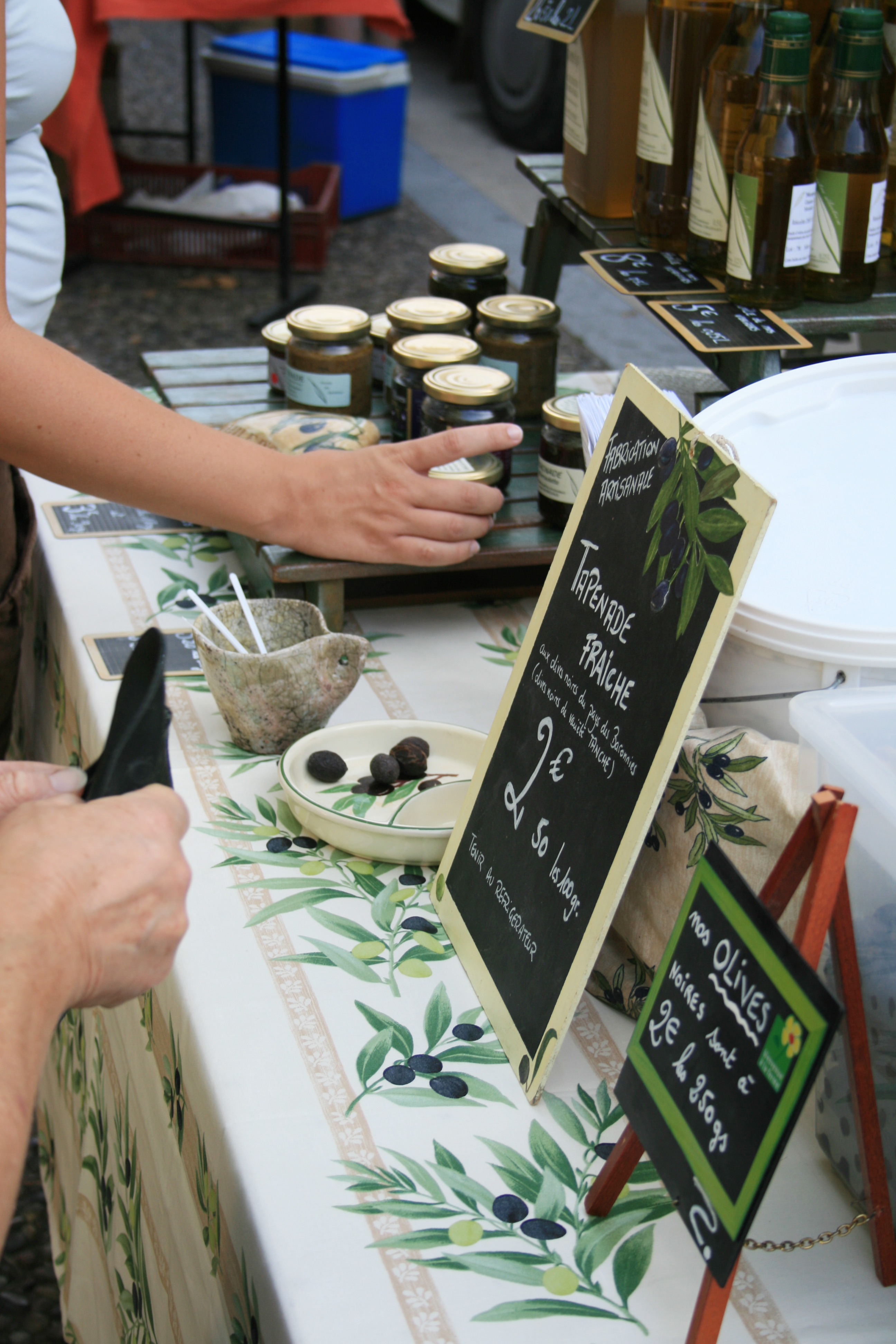
Tapenade fraîche

Régulièrement, au cours de la période estivale, se déroulent des animations comme celle proposée en août 2010, pour le 20e anniversaire des Choralies par le Comité Permanent pour la Promotion des Marchés Provence-Alpes-Côte d’Azur. En association avec Vins en fêtes de la vallée du Rhône, la Chorale des côtes-du-rhône et la municipalité de Vaison-la-Romaine, il a été célébré l'alliance de l'auditif et du gustatif, dans le cadre d'une dégustation des produits du marché, accompagnée des vins AOC de la vallée du Rhône, alors que  la Chorale interprétait des airs de son répertoire bachique et vigneron.